# Marijan Kravos
Marijan Kravos, slovenski profesor, ravnatelj, radijski igralec, kulturni delavec, * 8. februar 1956, Trst.

## Življenje in delo
Rodil se je v Trstu, oče je bil Alojz, čevljar, mati Pavla (rojena Valič), gospodinja. Osnovno in srednjo šolo je obiskoval v Trstu, leta 1975 je maturiral na Klasičnem liceju Prešeren v Trstu, nato je študij nadaljeval na Filozofski fakulteti tržaške univerze in diplomiral leta 1984. Od leta 1988 je nadaljeval študij pedagoške smeri na ljubljanski Filozofski fakulteti. Medtem je bil v raznih šolskih letih animator in profesor glasbene vzgoje na celodnevni šoli Frana Levstika na Proseku, podporni profesor na srednji šoli Frana Erjavca v Trstu in na srednji šoli sv. Cirila in Metoda na Katinari. Leta 1986 je opravil državni habilitacijski izpit in bil stalno nameščen kot profesor slovenščine, zgodovine, zemljepisa in državljanske vzgoje na nižji srednji šoli Ivana Cankarja v Trstu . Nato je opravil še izpit za ravnatelja in postal ravnatelj na večstopenjskih slovenskih šolah v Nabrežini in pri Sv. Jakobu v Trstu, do upokojitve  leta 2020.
Marijan Kravos je od mladosti aktiven v slovenskih tržaških verskih, vzgojnih in kulturnih organizacijah. Od leta 1962 je član Slovenskih tržaških skavtsov (STS), med leti 1973 in 1983 je bil voditelj, organiziral je mnoge skavtske tabore, med leti 1986 in 1990 pa glavni tajnik SZSO (Slovenske zamejske skavtske oragnizacije). Sodeloval in pisal je v skavtsko glasilo Jambor (s skavtskim imenom Glasbeni jastreb). Kot pevec je sodeloval v mnogih zborih, več let pri Tržaškem mešanem zboru, pri moškem zboru Novega svetega Antona v Trstu (vodil ga je Edi Race) in še posebno vsako nedeljo pri slovenski sveti maši v centru Trsta v cerkvi sv. Antona Novega pri tamkajšnjem mešanem zboru .
Marijan Kravos je že kot dijak sodeloval pri Radijskem odru, kateremu se je približal leta 1972. Med leti 1988 in 1998 je bil tudi predsednik društva, prav takrat, ko so pri Radijskem odru iskali novi snemalni studio in so našli rešitev pri ustanovitvi čisto novega, svojega, Studio Trak. Kravos je sodeloval z radijsko postajo Radio Trst A tudi s pripravljanjem lastnih oddaj, za Radijski oder je dramatiziral več mladinskih pripovednih del in napisal kakšno izvirno besedilo. S skupino še vedno sodeluje in igra pri marsikateri radijski igri .
Kravos tudi piše strokovne članke s področja vzgojeslovja in zgodovine  ter sodeluje pri Mladiki, Koledarju Goriške Mohorjeve družbe , pisal je za Katoliški glas (kjer je bil tudi član uredništva), sodeloval je tudi pri PSBL - Primorskem slovenskem biografskem leksikonu.
Marijan Kravos je bil več let član škofijske komisije za mladinsko pastoralo v Trstu. Od leta 2021 je predsednik Slovenske Vincencijeve konference v Trstu , s katero organizira mnogo dobrodelnih pobud .